# Geology
Geology è una pubblicazione scientifica a revisione paritaria della Geological Society of America (GSA). Secondo la GSA, la rivista è il periodico scientifico riguardante le scienze della Terra a maggior diffusione nel mondo. Pubblicato mensilmente, ogni numero della rivista contiene più di 20 articoli per un totale annuo di più di 1100 pagine.
Uno degli scopi della rivista è quello di fornire anche un forum per articoli più brevi e meno orientato ad un tipo di articoli di ricerca puramente accademici.